# Diana Syrse
Diana Syrse Valdés Rosado (Ciudad de México, 3 de junio de 1984) es una compositora y cantante mexicana. Su música se ha interpretado en festivales internacionales y en conciertos realizados por ensambles, coros y orquestas alrededor del mundo.

## Biografía
Diana Syrse nació en la Ciudad de México el 3 de junio de 1984.

### Carrera musical
De 1992 al 1999 estudió en el Centro de Iniciación Musical de la Facultad de Música de la Universidad Autónoma de México (UNAM). También estudió canto en The Schola Cantorum de México. Del año 2004 a 2008 realizó su licenciatura en composición en la Facultad de Música de la UNAM y estudió la licenciatura en canto con Edith Contreras. De 2009-2010 estudió en Indiana University, en Bloomington. En 2011 se graduó de la maestría como intérprete y compositora en la Herp Albert School of Music en el California, Institute of the Arts (CALARTS). Sus estudios fueron apoyados por el Programa Cantaré de VocalEssence, la beca para estudios en el extranjero. En el año 2012 realiza una residencia en el Banff Centre en Canadá apoyada por el Fondo Nacional de la Cultura y las Artes (FONCA). 
En el 2008 fue una de las diez compositores-intérpretes del mundo en ser seleccionada para participar en A counterpoint of tolerance en el teatro Roy and Edna Disney/CalArts del Walt Disney Concert Hall.
Durante el bienio 2009-2011, fue invitada por dos años consecutivos como compositora en residencia dentro del programa ¡Cantaré! de  VocalEssence en Minnesota, el cual tiene la intención de vincular a compositores mexicanos especializados en música coral con jóvenes músicos de origen latinoamericano que residen en Estados Unidos. Para el bienio 2010-2011 del mismo programa, Syrse fue nuevamente invitada, junto con Jesús Echevarría, Lilia Vázquez y Horacio Uribe.
En 2013 se graduó de su segunda maestría con el profesor Moritz Eggert especializándose en la composición para ópera y teatro en la Hochschule für Musik und Theater, en Múnich, Alemania. Entre sus maestros se encuentran: Gabriela Ortiz, Wolfgang von Schweinitz, Don Freund, Marc Loweinstein, Andreas Kissenbeck y Moritz Eggert de composición; Edith Contreras, Carlos Montane y Jacqueline Bobak de canto.
Como intérprete ha participado en festivales internacionales y conciertos en Estados Unidos, Canadá, Asia, Europa y Latinoamérica. Como compositora-intérprete, ha formado parte del Saarburg Opera Festival (Saarbrücken), en el aDevantgarde Festival (München), en el Foro and Internacional de Música Nueva 'Manuel Enríquez', el Festival de Mujeres en el Arte en México y en el Conservatory in Utrecht, Holanda.

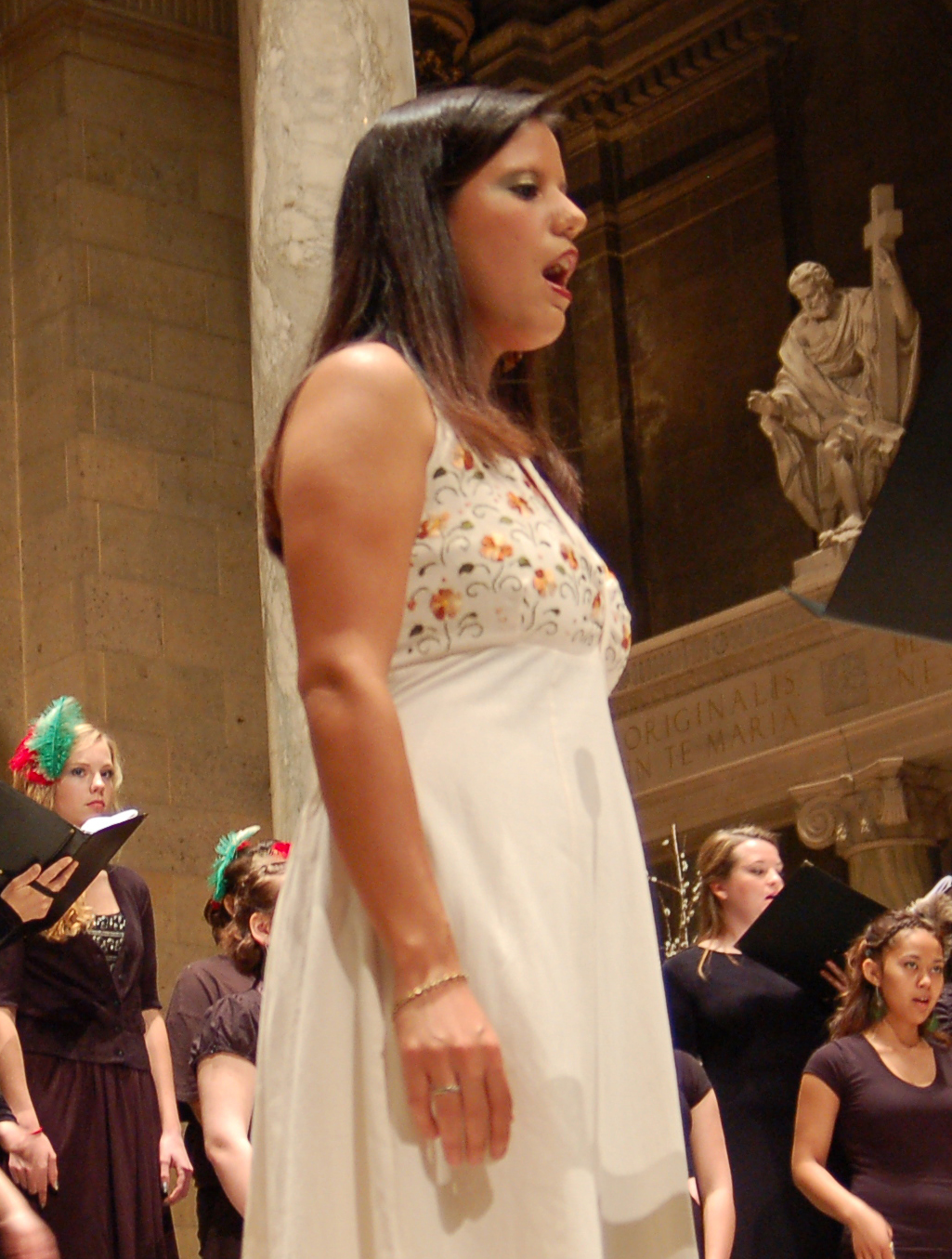
Diana Syrse en ¡Cantaré!, 2010

Como compositora ha recibido comisiones para componer para diversos agrupaciones, en especial para producciones de ópera y nuevo teatro musical con diferentes directores en México, Estados Unidos y  Alemania entre los que se encuentran Ersan Mondtag, Annalena Maas, Martin Mutschler, Christina Pfrötschner, Travis Preston y Oscar Tapia. Con Ersan Mondtag ha trabajado en diversas producciones entre las que se encuentran Sinfonie 1 (WHITE Box München), KONKORDIA (Pinakothek der Modern), Der Alte Affe Angst (Schauspiel Frankfurt), Die letzte Station (Das Berliner Ensemble) y Dr. Alici (Kammerspiele München). También ha realizado varios conciertos y conferencias en Alemania para promover la música de compositores latinoamericanos. La mayoría de las letras de sus canciones son de su autoría. También ha colaborado con otros escritores como lo son Martin Bellen, Martha Herrera Lasso, Alejandro Román Bahena, Olga Bach y Aleksi Barrière entre otros. En el año 2014 recidió el premio Musikpreis der Landeshaupstadt München (Premio de Música de la ciudad de Múnich). 
En el año 2016 fue seleccionada para participar en la Akademie Musiktheater heute del Deutsche Bank Stiftung visitando y participando en talleres en diversos festivales, encuentros y casas de ópera en Europa. En ese mismo año escribió "Marea Roja", un nuevo teatro musical escrito una orquesta y coro de mujeres que fue presentada en el Teatro del Centro Nacional de las Artes en México. En el 2017 fue comisionada por la Filarmónica de Los Ángeles para escribir "Connected Identities"(Identidades Conectadas) en la que participó como solista presentándose en el Walt Disney Concert Hall. 
En el 2018 fue comisionada por la Staatsoper Hamburg (Opera Stabile) para componer y participar como cantante la ópera "Die Nacht der Seeigel" (La noche de los erizos) junto con los compositores Huihui Cheng y Mischa Tangian. Participó como compositora en el Darmstädter Ferienkurse - Internationales Musikinstitut Darmstadt. Así mismo, fue invitada como compositora e intérprete al "Sansusi Festival" en Letonia y  como conferencista y docente al ˝Festival Internacional de Música Contemporánea Darwin Vargas" en Valparaíso, Chile. En el 2019 fue comisionada para realizar la ópera para niños "Brüte!" junto con el compositor y percusionista Sven Kacirek y Fhun Ghao.
Entre los ensambles y agrupaciones que han presentado su música se encuentran la Orquesta Filarmónica de la Ciudad de México, la Orquesta Sinfónica de Radio France, la Orquesta Sinfónica Nacional de Cuba, la Montpelier Chamber Orchestra, los Angeles Philharmonic Orchestra, la Orquesta del Instituto Nacional Politécnico, el Oktopus Ensemble, el Isura Madrigal Choir, VocalEssence, Túumben Paax y la LA Master Chorale entre otros.
En el 2021 fue invitada para participar en el Festival Présences presentando Géante rouge para orquesta sinfónica en la Sala Pierre Boulez de la filarmónica de París. También presentó el proyecto "Connected Identities" con un texto de ella misma y del autor Aleksi Barrière. Este proyecto es un monodrama de 35 minutos de duración estrenado en el Musée du Quai Branly interpretado por Diana Syrse y la Secession Orchestra. En este mismo año fue artista invitada en The Juilliard School trabajando con los alumnos y cantando una nueva obra escrita para el New Juillard Ensemble dirigidos por Joel Sachs y estrenando la obra "The invention of sex" en la Alice Tully Hall del Lincoln Center en Nueva York.

## Distinciones
- Musikspreis der Landeshaupstadt München
- Comisión de la Bayerische Akademie der Schönen Künste apoyada por la Siemens Stiftung
- Seleccionada para ser parte del grupo de la ópera Opera, no opera, AH! del Counterpoint of Tolerance en el REDCAT del Walt Disney Hall, Los Ángeles
- Programa Jóvenes Creadores 2015-2016 del Fondo Nacional para la Cultura y las Artes (FONCA)
- Residencia en el centro Banff
- Akademie Musiktheater heute 2016-2018 del Deutsche Bank Stiftung

## Obras
Lista basada en el catálogo de obras de Diana Syrse.
| Título | Año       | Instrumentación | Duración | Tipo                          |
| --- | --------- | --- | -------- | ----------------------------- |
| Die letzte Station | 2017      | Cuarteto de cuerdas, coro, piano, percusión y cinta | 20'00''  | Música de cámara              |
| Die letzte Station | 2017      | Cuarteto de cuerdas | 20'00''  | Música de cámara              |
| Der Alte Affe Angst | 2016      | Cuarteto de cuerdas y coro | 8'00''   | Música de cámara              |
| Ouverture - Der Alte Affe Angst                                                                                           | 2016      | Cuarteto de cuerdas, clarinete, dos solistas y cinta | 8'30''   | Música de cámara              |
| Der Alte Affe Angst | 2016      | Cuarteto de cuerdas | 8'00''   | Música de cámara              |
| Marina in the Jungle | 2016      | Flauta, oboe, clarinete en si bemol, clarinete bajo, fagot | 4'00''   | Música de cámara              |
| In this Garden | 2015      | Flauta, oboe, saxofón alto, violonchelo, violín, piano, percusiones, soprano, soprano, mezzosoprano, tenor, barítono e instrumentos prehispánicos                 | 7'30''   | Música de cámara              |
| Almas en Fuego | 2015      | Flauta y piano | 8'00''   | Música de cámara              |
| Golden Lust | 2014      | Soprano, mezzo-soprano, tenor, barítono, bajo, piano, violín, flauta, violonchelo                                                                                 | 8'00''   | Música de cámara              |
| Ventanas | 2013      | Cuarteto de cuerdas y copas de cristal | 14'41''  | Música de cámara              |
| Historia del Partir | 2014      | Soprano, oboe, flauta, violín, violonchelo y piano | 7'00''   | Música de cámara              |
| El Hombre Funcional | 2013      | Oboe y piano | 7'00''   | Música de cámara              |
| La Frontera de Cristal | 2013      | Flauta, oboe, piano y violonchelo | 8'42''   | Música de cámara              |
| Sabrozobras | 2013      | Flauta, saxofón alto, piano, percusión, cítara, violín, violonchelo y jarras de cristal                                                                           | 11'04''  | Música de cámara              |
| Pyramids in an Urban Landscape                                                                                            | 2013      | Cuarteto de cuerdas e instrumentos prehispánicos | 12'41''  | Música de cámara              |
| Words Without Frontiers                                                                                                   | 2012      | Soprano, quinteto de cuerdas y sonidos electrónicos en vivo controlados por un control de Wii                                                                     | 18'00''  | Música de cámara              |
| La Tortura | 2012      | Clarinete en si bemol y piano | 4'18''   | Música de cámara              |
| Neohua | 2011      | Violín, viola y violonchelo o cuarteto de cuerdas | 2'36''   | Música de cámara              |
| Dreaming Reality | 2010      | Violonchelo y piano | 4'03''   | Música de cámara              |
| Sazón | 2010      | Violonchelo y contrabajo | 2'38''   | Música de cámara              |
| Rojo en Azul Volátil | 2007-2012 | Flauta, clarinete en si bemol, piano, violín, percusión y violonchelo                                                                                             | 11'44''  | Música de cámara              |
| Nota Roja | 2008      | Clarinete en si bemol y piano | 9'10''   | Música de cámara              |
| Beldad y Fuerza | 2007      | Flauta y piano | 3'12''   | Música de cámara              |
| Frecuencia Cardiaca | 2006-2007 | Clarinete piccolo, clarinete en si bemol, clarinete alto y clarinete bajo                                                                                         | 7'50''   | Música de cámara              |
| Shanka Chakra | 2005-2006 | Violín, viola y violonchelo | 6'18''   | Música de cámara              |
| Megitano | 2006      | Violín, viola y violonchelo | 3'56''   | Música de cámara              |
| 4.6 | 2015      | Sexteto vocal femenino | 5'34''   | Música coral                  |
| A lo Chilango | 2009      | Sexteto vocal femenino | 5'21''   | Música coral                  |
| Aye Kothbiro | 2009      | Quinteto vocal y guitarra | 6'00''   | Música coral                  |
| Carmina | 2009      | Quinteto vocal y guitarra | 5'32''   | Música coral                  |
| O Bijav | 2009      | Quinteto vocal basada en canciones folclóricas rumanas. | 6'00''   | Música coral                  |
| Ríos de Evolución | 2009      | Sexteto vocal femenino | 4'43''   | Música coral                  |
| La Muerte Sonriente | 2014      | Sexteto vocal femenino | 5'00''   | Música coral                  |
| Die Fremden | 2015      | Coro mixto, balalaica, piano y flauta | 7'36''   | Música coral                  |
| VI Lied der Ohnmacht in der dunkelsten Stunde (von Arsenikblüten – Opern)                                                 | 2015      | Coro mixto a capella y copas de cristal | 5'00''   | Música coral                  |
| The Essence Of Our Souls                                                                                                  | 2011      | Coro mixto a capella | 7'36''   | Música coral                  |
| Oda a la Pobreza | 2011      | Coro mixto a capella | 7'50''   | Música coral                  |
| El Principio del Universo                                                                                                 | 2008      | Coro mixto, solistas, vibráfono y marimba | 7'20''   | Música coral                  |
| Tierra de Maíz | 2010      | Coro femenino, percusión pequeña y solista | 6'29''   | Música coral                  |
| Alma Libre | 2010      | Coro mixto, rapero, piano y claves | 5'09''   | Música coral                  |
| El Ave Fenix | 2012      | Coro infantil y piano | 4'40''   | Música coral                  |
| La Iglesia de San Juan | 2010      | Coro mixto a capella | 6'49''   | Música coral                  |
| Dejemos Cantos | 2011      | Coro mixto, corno, flauta, piano y violonchelo | 5'40''   | Música coral                  |
| Chubasquero | 2011      | Coro femenino | 5'15''   | Música coral                  |
| Popurrí a la Mexicana | 2010      | Coro mixto a capella | 5'16''   | Música coral                  |
| Cantos Indígenas | 2008      | Coro, percusiones y tres guitarras | 15'00''  | Música coral                  |
| Cara de Pingo. Arreglo de la canción de Rafael (El Tata) Trinidad                                                         | 2010      | Coro, tres guitarras, marimba y piano | 3'15''   | Música coral                  |
| Mar de Sueños | 2003-2006 | Coro mixto y piano | 5'29''   | Música coral                  |
| La Bossa Nostra - Die letzte Station                                                                                      | 2017      | Coro mixto (amateur), piano y acordeón | 2'30''   | Música coral                  |
| Spira Mirabilis | 2017      | Coro mixto a capella | 6'00''   | Música coral                  |
| Arsenikblüten | 2014      | Coro, solistas, actriz, video, sonidos electrónicos en vivo, flauta y órgano                                                                                      | 80'00''  | Ópera y música de teatro      |
| La Tortura | 2008      | Soprano, mezzosoprano, tenor, barítono/contratenor, barítono, piano, vibráfono, marimba, batería y dos sets de multi-percusiones                                  | 35'00''  | Ópera y música de teatro      |
| Sinfonie I, Nach der Tragödie en colaboración con Verena Schmidt                                                          | 2012      | Sonidos electrónicos, coro, flauta, violín, contrabajo y sintetizador                                                                                             | 80'00''  | Ópera y música de teatro      |
| AH! Opera no Opera. En colaboración con 10 compositores de todo el mundo. Dos movimientos. Idea original: David Rosenboom | 2009      | Voz, coro pregrabado, piano, saxofón, violín, violonchelo, guitarra. Para Hae gum, voz, flauta, violín, violonchelo, piano, flauta de la muerte, y clarinete bajo | 60'00''  | Ópera y música de teatro      |
| Marea Roja | 2016      | Sexteto vocal femenino y orquesta de cámara | 75'00''  | Ópera y música de teatro      |
| Isabelle | 2013      | Guitarra | 7'02''   | Instrumento solista           |
| Líneas Marinas | 2012      | Violonchelo | 4'00''   | Instrumento solista           |
| Río Churubusco | 2010      | Violonchelo | 2'32''   | Instrumento solista           |
| Astral | 2006      | Flauta | 2'13''   | Instrumento solista           |
| Mariposas | 2005      | Flauta | 3'20''   | Instrumento solista           |
| Scratch Cat! | 2016      | Piano | 6'00''   | Instrumento solista           |
| The Torture | 2010      | Soprano y piano | 4'18''   | Voz y piano                   |
| Xochiatl | 2008      | Mezzosoprano y piano / piano y voz / tenor y piano | 3'56''   | Voz y piano                   |
| Nocuicatl | 2008      | Mezzosoprano, violonchelo y piano / Voz y piano | 3'27''   | Voz y piano                   |
| La Batalla | 2007      | Mezzosoprano y piano | 5'03''   | Voz y piano                   |
| El Fantasma Soy Yo | 2006      | Soprano y piano | 5'00''   | Voz y piano                   |
| Colección de Realidades                                                                                                   | 2012      | Orquesta | 5'00''   | Orquestal                     |
| Connected Identities | 2017      | Orquesta de cámara, voces y electrónica | 20'00''  | Orquestal                     |
| Asylum | 2015      | Oboe, corno inglés y cinta | 7'30''   | Electrónica / electroacústica |
| Nautilus | 2015      | Soprano, mezzosoprano, tenor y dos bajos | 7'33''   | Electrónica / electroacústica |
| Jenseits Des Körpers | 2013      | Cuatro voces, coreografía y cinta | 6'06''   | Electrónica / electroacústica |
| Multiple Realities | 2012      | Piano, video y soprano-improvisando | 9'34''   | Electrónica / electroacústica |
| La Gruta de Balankanché                                                                                                   | 2007      | Clarinete bajo y cinta | 7'35''   | Electrónica / electroacústica |
| Imaginary Landscapes | 2010      | Voz y cinta | 4'23''   | Electrónica / electroacústica |
| Numenoid #5 – (Moi, Il, Elle) en colaboración con Iván Caramés, interfaz electrónica y diseño sonoro                      | 2010      | Voz y cinta | 3'03''   | Electrónica / electroacústica |

## Discografía
- Resonancia Femenina & Murmullo de Sirenas. Con obras de Francesca Ancarola (Chile), Katherine Bachmann (Chile), Leticia Armijo (México), Fernanda Carrasco (Chile), María Carolina López (Chile), Natalie Santibáñez (Chile), Diana Syrse (México), Sofía Vaisman (Chile), Valeria Valle (Chile), Lilia Vázquez (México).
- 68 Modelo para sonar, Ediciones Radio UNAM, ENM. Intérpretes: Luis Mora, Edith Ruiz, Túumben Paax y otros. Compositores: Diana Syrse, Novelli Jurado, Gerardo Arcos, Jean Angelus Pichardo, Samuel Peláez, Jorge Martín Valencia, Alma Jimena Contreras, Ignacio Gómez, Alejandro Preisser, Patricio Calatayud.
- Invocaciones III. Ediciones Urtext. Intérpretes: Dúo México con Brío. Compositores: Evangelina Reyes, Horacio Uribe, Alfredo Antúnez, Diana Syrse, Esteban Ruiz, Mariana Villanueva y Hebert Vázquez.
- À l'avant garde. Obras mexicanas contemporáneas para clarinete bajo, interpretadas por Alejandro Moreno. Cero - Records. Compositores: Diana Syrse, Iván Ferrer, Manuel Ramos, Alejandra Odgers y José Luis Castillo.
- Mujeres en la música. Diez propuestas... un siglo. Ediciones: El Colectivo Mujeres en la Música. Compositoras: Cécile Chaminade, Lili Boulanger, Carla Lucero, Tania León, Leticia Armijo, Alejandra Odgers, Claudia Herrerías, Diana Syrse Valdés, Teresa Prieto y Emiliana de Zubeldía.
- Guateque. FONCA / CONACULTA. El Cuarteto Nacional de Clarinetes de México: Diego Cajas, Paula Hernández, Luis Mora y Alejandro Moreno. Compositores: Arturo Márquez, Diana Syrse, Armando Luna, Rodrigo Solórzano y Leticia Armijo.
- Ríos de evolución. Hikari studios. Túumben Paax: Lucía Olmos, Lilia Gómez, Adriana Barquín, Jennifer Sierra, Guillermina Gallardo, Itzel Trejo. Compositores: Hebert Vázquez, Jorge Córdoba, Diana Syrse, Francisco Cortés Álvarez, Sabina Covarrubias, Federico Gonzáles, Rodrigo Valdez, Ignacio Baca Lobera, Georgina Derbez, Gabriela Ortiz.[10]
- Monólogos. Ediciones Urtext. Intérprete: Gustavo Martín. Compositores: Alexis Aranda, Diana Syrse, Enrique Santos, María Granillo, Lucía Álvarez, Leticia Cuen, Leticia Armijo y Daniel Martínez.
- Trioxido de cuerdas. Ediciones Urtext. Trio Coghlan. Compositores: Francisco Cortes-Álvarez, Eduardo Angulo, Eugenio Toussaint, Eduardo Gamboa, Diana Syrse y Leonardo Coral.